# Royal Rumble 1999
Royal Rumble 1999 è stata la dodicesima edizione dell'annuale pay-per-view omonimo, prodotto dalla World Wrestling Federation. L'evento si è svolto il 24 gennaio 1999 al Arrowhead Pond of Anaheim di Anaheim, California. La tag-line dell'evento (No Chance in Hell)  deriva da una promessa fatta da Mr. McMahon a Steve Austin, in quanto il primo entrante nel Royal Rumble match non aveva "nessuna possibilità" di vincere l'omonimo incontro. La colonna sonora dell'evento, era basata sulla frase No Chance in Hell, che in seguito sarebbe diventata la musica di entrata per la stable di McMahon, la Corporation e in seguito; come musica di ingresso di McMahon.
Il main event è stato il royal rumble match, in cui il vincitore avrebbe ricevuto un'opportunità titolata al WWF Championship a WrestleMania XV due mesi più tardi.

## Match di qualificazione al royal rumble match
| Risultato                                        | Stipulazione       | Data             | Evento                     |
| ------------------------------------------------ | ------------------ | ---------------- | -------------------------- |
| Steve Austin ha sconfitto The Undertaker         | Buried alive match | 13 dicembre 1998 | Rock Bottom: In Your House |
| Chyna ha vinto eliminando per ultimo Mr. McMahon | Battle royal match | 11 gennaio 1999  | Raw is War                 |

## Risultati
| #    | Incontri                                                                                           | Stipulazione                                          | Durata |
| ---- | -------------------------------------------------------------------------------------------------- | ----------------------------------------------------- | ------ |
| Heat | Christian ha sconfitto Jeff Hardy                                                                  | Single match                                          | 11:00  |
| Heat | The J.O.B. Squad (Bob Holly e Scorpio) hanno sconfitto Too Much (Brian Christopher e Scott Taylor) | Tag Team match                                        | 03:52  |
| Heat | Mankind ha sconfitto Mabel per squalifica                                                          | Single match                                          | 05:04  |
| 1    | Big Boss Man ha sconfitto Road Dogg                                                                | Single match                                          | 11:52  |
| 2    | Ken Shamrock (c) ha sconfitto Billy Gunn per sottomissione                                         | Single match per il WWF Intercontinental Championship | 14:24  |
| 3    | X-Pac (c) ha sconfitto Gangrel                                                                     | Single match per il WWF European Championship         | 05:53  |
| 4    | Sable (c) ha sconfitto Luna Vachon (con Shane McMahon)                                             | Strap match per il WWF Women's Championship           | 04:43  |
| 5    | The Rock ha sconfitto Mankind (c)                                                                  | "I Quit" match per il WWF Championship                | 21:46  |
| 6    | Mr. McMahon ha vinto eliminando per ultimo Steve Austin                                            | 30-man Royal Rumble match                             | 56:38  |

## Royal Rumble match

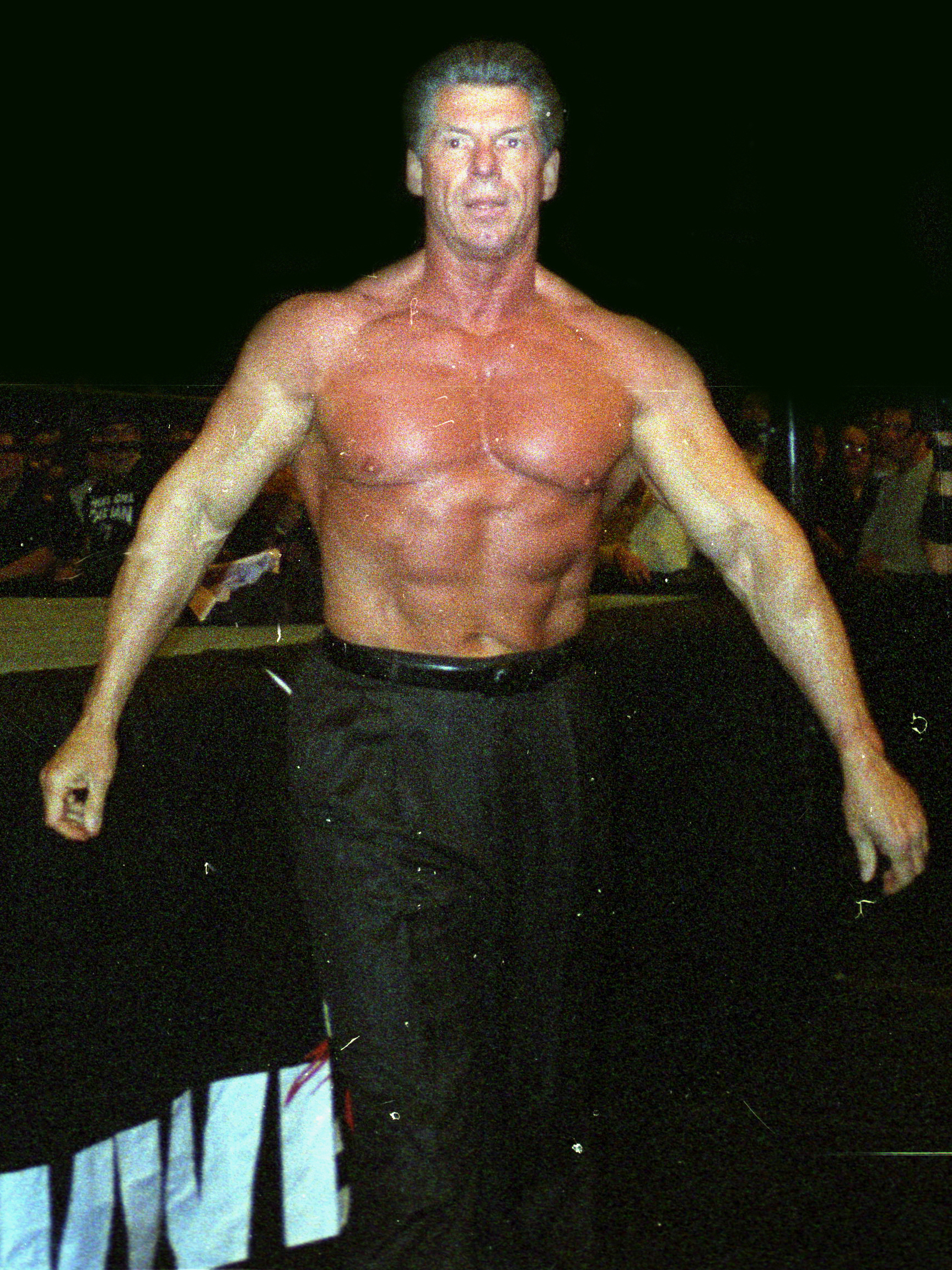
Mr. McMahon, vincitore del royal rumble match

– Vincitore
| #   | Superstar       | Ordine | Eliminato da               | Tempo | N° eliminazioni |
| --- | --------------- | ------ | -------------------------- | ----- | --------------- |
| 1°  | Steve Austin    | 29     | Mr. McMahon                | 56:38 | 8               |
| 2°  | Mr. McMahon     | —      | Vincitore                  | 56:38 | 1               |
| 3°  | Golga           | 1      | Steve Austin               | 00:15 | 0               |
| 4°  | Droz            | 7      | Mabel                      | 12:30 | 0               |
| 5°  | Edge            | 8      | Road Dogg                  | 11:51 | 1               |
| 6°  | Gillberg        | 2      | Edge                       | 00:07 | 0               |
| 7°  | Steve Blackman  | 4      | Mabel e Tiger Ali Singh    | 07:22 | 0               |
| 8°  | Dan Severn      | 3      | Mabel                      | 05:43 | 0               |
| 9°  | Tiger Ali Singh | 5      | Mabel                      | 04:02 | 1               |
| 10° | The Blue Meanie | 6      | Mabel                      | 02:59 | 0               |
| 11° | Mabel           | 9      | Bradshaw, Faarooq e Mideon | 01:26 | 5               |
| 12° | Road Dogg       | 12     | Kane                       | 10:41 | 3               |
| 13° | Gangrel         | 10     | Road Dogg                  | 00:26 | 0               |
| 14° | Kurrgan         | 13     | Kane                       | 06:54 | 0               |
| 15° | Al Snow         | 11     | Road Dogg                  | 00:47 | 0               |
| 16° | Goldust         | 15     | Kane                       | 04:02 | 0               |
| 17° | The Godfather   | 14     | Kane                       | 01:40 | 0               |
| 18° | Kane            | 16     | Sé stesso                  | 00:53 | 4               |
| 19° | Ken Shamrock    | 17     | Steve Austin               | 04:50 | 0               |
| 20° | Billy Gunn      | 18     | Steve Austin               | 07:05 | 0               |
| 21° | Test            | 19     | Steve Austin               | 12:48 | 0               |
| 22° | Big Boss Man    | 28     | Steve Austin               | 18:53 | 2               |
| 23° | Triple H        | 25     | Steve Austin               | 14:21 | 2               |
| 24° | Val Venis       | 24     | Triple H                   | 12:41 | 0               |
| 25° | X-Pac           | 20     | Big Boss Man               | 05:44 | 0               |
| 26° | Mark Henry      | 22     | Chyna                      | 07:57 | 0               |
| 27° | Jeff Jarrett    | 21     | Triple H                   | 03:39 | 0               |
| 28° | D'Lo Brown      | 27     | Big Boss Man               | 09:11 | 0               |
| 29° | Owen Hart       | 26     | Steve Austin               | 06:31 | 0               |
| 30° | Chyna           | 23     | Steve Austin               | 00:35 | 1               |